# Демченко, Иван Иванович
Иван Иванович Демченко (р. 27 сентября 1960, Архонская, Северная Осетия) — российский государственный и политический деятель. Депутат Государственной думы V, VI и VII созывов. Член фракции «Единая Россия», член комитета Госдумы по контролю и Регламенту.
Из-за поддержки российско-украинской войны — под санкциями 27 стран ЕС, Великобритании, США, Канады, Швейцарии, Австралии, Японии, Украины, Новой Зеландии.

## Биография
В 1978 году окончил Саратовское городское ПТУ № 7, после окончания ПТУ до призыва в армию работал на Саратовском производственном объединении "Нитрон"аппаратчиком. С 1978 по 1980 год служил в Советской Армии.
После демобилизации поступил в Украинскую сельскохозяйственную академию, которую окончил в 1986 году по специальности «Экономика и организация сельскохозяйственного производства». После окончания ВУЗа, с 1986 по 1987 год работал в колхозе «Путь к коммунизму» в Киевской области в должности главного экономиста.
С 1987 по 1988 год работал в Фастовском городском комитете коммунистической партии. Кандидат экономических наук.
С 1988 по 1990 год работал в Абинском агропромышленном объединении Краснодарского края — экономист, начальник отдела, заместитель руководителя по экономике. С 1990 по 1995 год работал в Государственной налоговой инспекции по Абинскому району Краснодарского края в должности начальника. В 1995 году работал в должности заместителя директора бункеровочной компании «Новоазовские линии». В 1996 году учредил и возглавил ООО «Новоросметалл» (Новороссийск), до 1999 года был генеральным директором. С 1999 по 2002 год работал в ООО «Гефест» в должности директора. В 2002 году был назначен генеральным директором ООО "Новороссийский металлургический завод «Новосталь».
В ноябре 2002 года баллотировался в депутаты Заксобрания по одномандатному избирательному округу № 60, по результатам выборов избран депутатом Законодательного собрания Краснодарского края, исполнял депутатские полномочия на непостоянной основе, входил в комитет по военным вопросам, воспитанию допризывной молодежи и делам казачества. В 2006—2007 году работал в ООО «Абинский электрометаллургический завод» в должности генерального директора. В декабре 2007 года баллотировался выдвигался от партии «Единая Россия» в Госдуму, по итогам распределения мандатов стал депутатом Государственной Думу РФ V созыва.
4 декабря 2011 года вновь выдвигался в Госдуму от партии «Единая Россия», по результатам выборов стал депутатом Государственной Думы РФ VI созыва.
18 сентября 2016 года избран депутатом Государственной Думы VII созыва. Член фракции «Единая Россия».

## Законотворческая деятельность
С 2007 по 2019 год, в течение исполнения полномочий депутата Государственной Думы V, VI и VII созывов, выступил соавтором 19 законодательных инициатив и поправок к проектам федеральных законов.

## Международные санкции
Из-за поддержки российской агрессии и нарушения территориальной целостности Украины во время российско-украинской войны находится под персональными международными санкциями разных стран.
23 февраля 2022 года внесён в санкционные списки стран Евросоюза за действия и политику, которые подрывают территориальную целостность, суверенитет и независимость Украины и ещё больше дестабилизируют Украину.
24 февраля 2022 года включён в санкционный список Канады «близких соратников режима» за голосование о признании независимости «так называемых республик в Донецке и Луганске».
24 марта 2022 года, на фоне вторжения России на Украину, включён в санкционный список США за «соучастие в войне Путина» и «поддержку усилий Кремля по вторжению в Украину», Госдеп США заявил что депутаты Госдумы используют свои полномочия для преследования инакомыслящих и политических оппонентов, нарушают свободу информации, ограничивают права человека и основные свободы граждан России.
По аналогичным основаниям, с 11 марта 2022 года находится под санкциями Великобритании. С 25 февраля 2022 года находится под санкциями Швейцарии. С 26 февраля 2022 года находится под санкциями Австралии. С 12 апреля 2022 года находится под санкциями Японии. Указом президента Украины Владимира Зеленского от 7 сентября 2022 находится под санкциями Украины. С 3 мая 2022 года находится под санкциями Новой Зеландии.

## Семья
Женат, имеет четырёх детей; увлекается спортом.

## Награды
- Медаль ордена «За заслуги перед Отечеством» II степени (15 ноября 2013 года) — за активную законотворческую деятельность, заслуги в укреплении законности, защите прав и интересов граждан и многолетнюю добросовестную работу[21]
- Благодарность Правительства Российской Федерации (16 декабря 2019 года) — за большой вклад в развитие российского парламентаризма и активную законотворческую деятельность[22]